# فیل نایت
فیلیپ همپسون نایت (به انگلیسی: Philip "Phil" Hampson Knight) (زادهٔ ۲۴ فوریهٔ ۱۹۳۸) کارگزار بزرگ و بشردوست آمریکایی است. او که اهل ایالت اورگن است، یکی از بنیان‌گذاران و رئیس بازنشستهٔ شرکت نایکی است. وی پیشتر رئیس و مدیرعامل این شرکت بود.
در ژانویه سال ۲۰۱۸ نایت به عنوان نفر ۲۸ از بین ثروتمندترین افراد جهان از دید فوربز رتبه‌بندی شد و ارزش خالص ان ۳۰ میلیارد دلار بود او همچنین مالک شرکت فیلم‌سازی motion laika می‌باشد
نایت فارغ‌التحصیل دانشگاه اورگان (university of oregon) و دانشکدهٔ بازرگانی استنفورد (stanfordGSB) است. وی در دانشگاه اورگان با بیل باورمن کار می‌کرد و با همکاری او نایک را همراهی می‌کرد.
فیل نایت پیش از تاسیس نایکی، روبان آبی را مالکیت می‌کرد و نایکی در واقع زیرمجموعه روبان آبی بود. 
او روبان آبی را (نایکی فعلی) بعد از سفر دور دنیایش تشکیل داد. 
پیش از شروع تجارت کفش، مدتی با دوست خود به فروش دایرة المعارف از خانه به خانه مشغول بود.